# Félix Mestres
Félix Mestres Borrell (Barcelona, 1872-Barcelona, 1933) fue un pintor español.

## Biografía

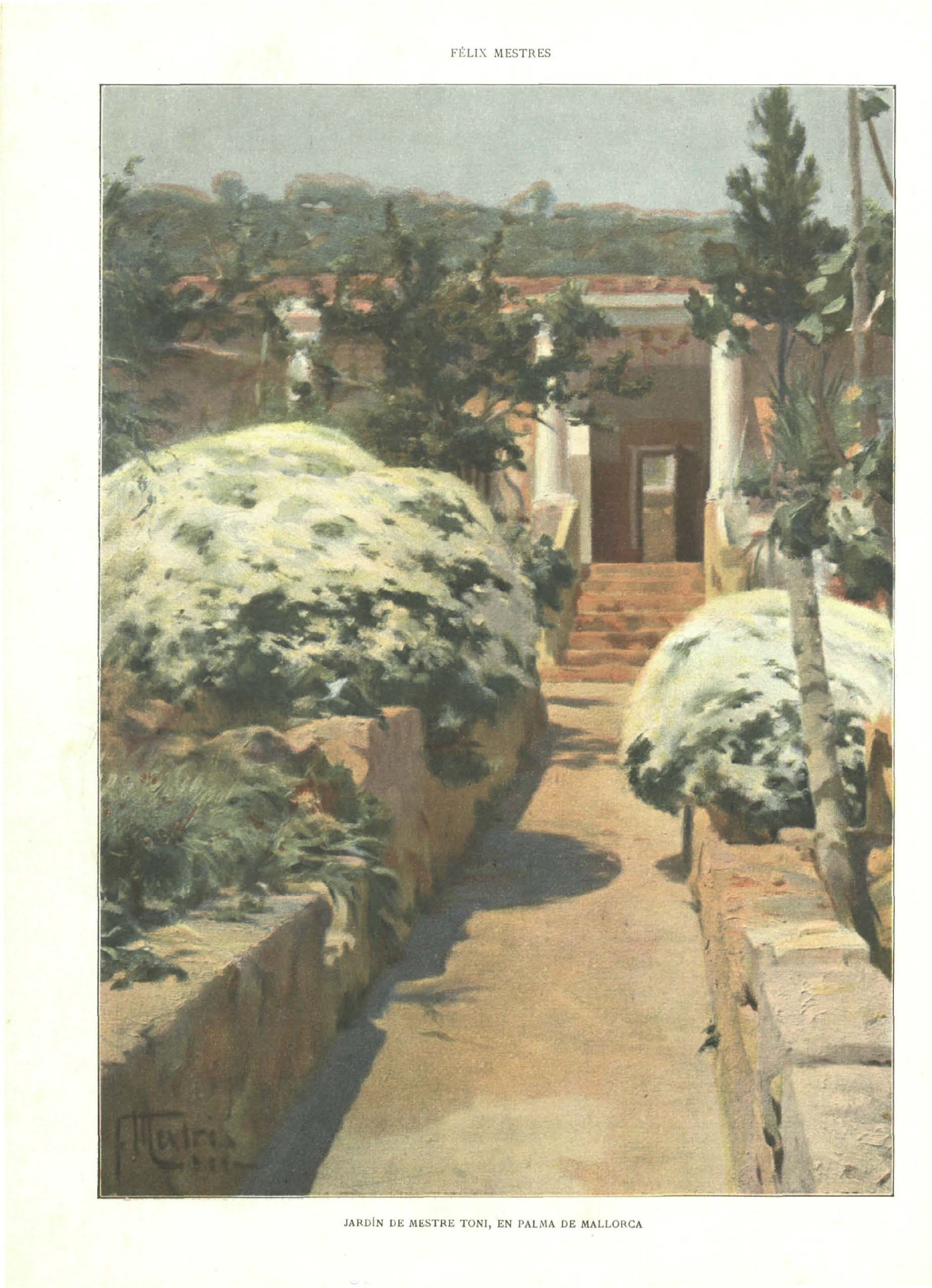
Jardín de Mestre Toni en las páginas de la revista Álbum Salón.

Nació en Barcelona en 1872. A los doce años de edad entró en la Escuela de Bellas Artes, saliendo a los dieciséis premiado con una bolsa de estudio. Pasó temporadas en Madrid y París estudiando a los grandes maestros. Su debut en la vida pública ocurrió en 1888, y su cuadro La consulta, con ser el primero, fue bien recibido por la crítica barcelonesa.
Ganó sucesivos premios en las exposiciones nacionales de Madrid, donde alcanzó dos medallas de tercera clase y una de segunda; en las de Barcelona, donde obtuvo dos segundas medallas, y en la cátedra de dibujo de figura de Palma de Mallorca, que ganó por concurso. Hacia 1904 era profesor de pintura decorativa en la Escuela de Artes Industriales de Barcelona, plaza que ganó por concurso de medallas.
Francisco Casanovas detectó dos rasgos esenciales en su pintura «un realismo culto y sereno, y una corrección irreprochable que algunas veces resta espontaneidad á sus obras». Entre sus obras se encontraron un retrato de su hermano y cabezas del escultor Manuel Fuxá y del poeta Evelio Doria, La Pescadora mallorquina, Crepúsculo, el Jardín de Mestre Toni, Retrato de la niña Montserrat y Diumenge de Rams, además de varios paisajes. Falleció en 1933.